# لقطة علوية

لقطة علوية للجامع الأخضر (جامع السلطان محمد الأول) المبني عام 1421م بمدينة بورصة، بتركيا.

اللقطة العلوية أو اللقطة من أعلى هي لقطة المأخوذة لشيء المراد تصويره من وضع علوي، من الآعلى إلى الأسفل، بحيث يظهر الشيء المراد تصويره من الآعلى. ويرمز إليها عادة بالحرفين (ل.ع).
وفيها يتم إظهار الموضوع من الأعلى، ويظهر بشكله الكامل، اللقطة العلوية وتعني الإسقاط الأمامي أي تصوير الشيء من الأعلى؛ وغالباً مايكون التصوير من الأعلى كتصوير مدينة من الأعلى، أو تصوير مساحة محددة من الأعلى، أو إعطاء لقطة علوية لجسم ما بحيث ينظر إليه وكأن الناظر إليه يراه من الأعلى؛ وتعددت الوسائل المستعملة في التقاط اللقطة من الأعلى، حيث يمكن تصوير اللقطة من مكان مرتفع بالطريقة التي يصور بها في اللقطة التأسيسية أو يكون باستعمال المناطيد، ويشمل أيضاً التصوير بالطائرات الصغيرة كاطائرة ذات المراوح الأربع.